# Université d’Aix-Marseille III
Université d’Aix-Marseille III – francuska uczelnia mająca swoją siedzibę w Marsylii oraz filię w Aix-en-Provence. Uniwersytet stanowi część kompleksu uniwersyteckiego Université d’Aix-Marseille, który zrzesza ponad 70 000 studentów.
Obecnie na uniwersytecie uczy się ponad 22 500 studentów, z czego około 3000 stanowią studenci międzynarodowi. Założona w 1973 roku uczelnia specjalizuje się w naukach humanistycznych, w tym m.in. prawie, politologii oraz ekonomii. Ostatnio wachlarz kierunków powiększył się o nowo powstały instytut nauk ścisłych.